# Aeroportul Marla
Aeroportul Marla (IATA: MRP, ICAO: YALA) este un aeroport din Australia de Sud, Australia.
Situat la o altitudine de 329 m, aeroportul dispune de o singură pistă.